# لويس هاردكاسل
لويس هاردكاسل (بالإنجليزية: Lewis Hardcastle)‏ هو لاعب كرة قدم بريطاني في مركز الوسط، ولد في 4 يوليو 1998 في بولتن في المملكة المتحدة. لعب مع بلاكبيرن روفرز.